# George Barnett
George Barnett (né le 11 décembre 1993  à Rugby, Warwickshire, Angleterre) est un musicien, chanteur, compositeur, producteur et multi-instrumentiste anglais. Il écrit et joue ses propres compositions et est connu pour ses enregistrements dans lesquelles il joue chaque instrument, chante et s'auto-produit. Il revient en septembre 2017 sous le nom de AKA George.

## Jeunesse
George Barnett est né à Rugby le 11 décembre 1993. Il est éduqué à la maison par sa mère après avoir terminé l'école primaire. Il commence à apprendre le piano et la batterie très tôt et progresse ensuite sur d'autres instruments. En 2003, il déménage à Herefordshire. Il gagne en 2008 le prix national de jeune batteur du Royaume-Uni à l'âge de 14 ans et est alors le plus jeune à avoir remporté le prix.

## Carrière musicale

### 2009-12: Début de la carrière,Sierra Planeset17 Days
Barnett commence à enregistrer ses propres compositions de 2009 et a produit deux EPs, un album et une mixtape de sa musique.
Il a toujours joué tous les instruments de ses publications, tout en étant l'unique compositeur. Cette façon de travailler solitairement découle de quand il a initialement enregistré son premier EP Sierra Planes (2010) et qu'il ne trouvait pas de musiciens locaux intéressés à jouer avec lui.
17 Days, son premier album complet, a été mis à disposition gratuitement sur The Pirate Bay en mars 2012. L'album est une compilation des chansons réalisées durant 2011 basées sur l'idée qu'il devait écrire, enregistrer et produire une chanson chaque 17 jours. Il a eu du succès sur les forums internet et les sites de partage en ligne, dont beaucoup ont adoré le côté avant-gardiste de George à propos du marketing utilisant l'Open Music Model. Des vidéos ont été produites pour plusieurs chansons de l'album, dont "Lone Rose", "Bewitched" et"Cassi".

### 2012-13:Where The Devil Sleeps
Le 18 décembre 2012, Barnett a publié une nouvelle chanson en ligne, intitulée "Where The Devil Sleeps". La chanson met en évidence les influences baroque et rock, avec un orchestre de corde et avec beaucoup de guitares distordues. la vidéo a été éditée par lui-même et téléchargée le même jour . Cela montre comment Barnett écrit, arrange et enregistre les chansons, aussi bien que la façon dont il travaille les samples sur son ordinateur.

### 2013-14:The Red TapeetAnimal Keeper
Tout au long de la première moitié de 2013, où  The Devil Sleeps EP a continué à gagner en popularité, Barnett a commencé donner des concerts avec son groupe de musique de plus en plus régulièrement.
Le 12 septembre 2013, il sort sa première mixtape, "The Red Tape », en téléchargement gratuit sur son site . C'était la première fois que Barnett employé un sampling dans son propre travail, en utilisant des éléments de la bande originale du film de 2012 Beasts Of The Southern Wild et des extraits parlés de The Perks Of Being A Wallflower.
De la mi-septembre à octobre 2013, Barnett part en tournée avec d'autres auteurs-compositeurs Frank Hamilton and Orla Gartland. Dans le même temps il termine son travail sur le troisième EP, mixé dans les différentes chambres d'hôtel occupée tout au long de la tournée. 18 dates au Royaume-Uni ont été jouées, suivies d'un spectacle à guichets fermés à la salle Les Trois Baudets, à Paris.
Le 28 octobre 2013 Animal Keeper fait ses débuts sur la BBC Radio 1. Il a été passé de nombreuses fois sur diverses radios dont la  Radio 1 DJs, y compris Fearne Cotton, Greg James, Scott Mills and Huw Stephens. Deux semaines plus tard Animal Keeper - EP a été diffusé . Il comprenait le titre unique, ainsi que trois nouvelles chansons, Reflection (which debuted on Indie Shuffle), Don't Tell Me, et le remix de Animal Keeper. Toute l'écriture et la production ont été réalisées par Barnett.

### 2014-aujourd'hui:3 Statues
Le 25 mars 2014, Barnett ajoute une nouvelle chanson à son compte Soundcloud : 3 Statues.
Avec une production influencée par le hip-hop guidé par le rythme suivant celle d'Animal Keeper, l'enregistrement a reçu de nombreux éloges pour sa profondeur lyrique qui porte sur des thèmes tels que la technologie, l'isolation et la célébrité. Attendu comme étant un simple single, une vidéo a cependant été réalisée le 8 avril 2014.
Quand Barnett se produit en live, il est accompagné d'autres musiciens.

## Discographie
- Sierra Planes - EP (2010)
- 17 Days - Studio Album (2012)
- Where The Devil Sleeps - EP (2012)
- The Red Tape - Mixtape (2013)
- Animal Keeper - EP (2013)

## Vidéos
Mis à part sa musique, George Barnett est aussi connu pour produire lui-même ses vidéos , parfois il joue lui-même tous les instruments et interprète les chansons.
Il a réalisé lui-même ses dernières vidéos, y compris College Kids & Silent Sound from Sierra Planes, "Lone Rose", "Bewitched" and "Cassi" from 17 Days, and "Where The Devil Sleeps". The video for "Animal Keeper" was premiered on Ryan Seacrest's official website on 22 September 2013.
Barnett a également enregistré trois reprises où il joue tous les instruments et chante : Swimming Pools (Drank) de Kendrick Lamar, Get Lucky de Daft Punk et Ride de Lana Del Rey. Les trois ont été incluses dans The Red Tape.